# Bandarsyah
Bandarsyah is een bestuurslaag in het regentschap Natuna van de provincie Riau-archipel, Indonesië. Bandarsyah telt 3878 inwoners (volkstelling 2010).